# Orologio molecolare
L'orologio molecolare è una tecnica utilizzata in evoluzione molecolare per stimare il tempo che è trascorso dalla separazione tra due specie, a partire dallo studio delle differenze esistenti nel DNA o nelle sequenze amminoacidiche di alcune proteine.
Tale tecnica si basa sulla ipotesi che mutazioni casuali, con le quali i geni si evolvono, si verifichino con frequenze pressoché costanti nel tempo. Considerato valido questo assunto, diventa possibile stimare il tempo trascorso dal momento in cui si è verificata la divergenza tra due specie che discendono dallo stesso antenato comune, semplicemente valutando il numero delle differenze presenti in sequenze di DNA correlate o nelle corrispettive proteine.

## Storia
Il concetto di orologio molecolare è stato introdotto nel 1962 da Emile Zuckerkandl e Linus Pauling, i quali notarono che le differenze nella composizione in aminoacidi dell'emoglobina di alcune specie animali erano grossolanamente proporzionali al tempo di divergenza delle specie calcolato sui dati fossili. Essi generalizzarono queste osservazioni asserendo che la frequenza dei cambiamenti evolutivi di una data proteina era approssimativamente costante nel tempo e nelle differenti specie.
Il fenomeno dell'“equidistanza genica” fu invece notato per la prima volta da Emanuel Margoliash nel 1963; egli scrisse: “Sembra che il numero delle differenze nei residui tra il citocromo c di due specie qualunque sia condizionato perlopiù dal tempo trascorso da quando le linee evolutive che portano a queste due specie si sono originariamente separate. Se ciò è corretto, il citocromo c di tutti i mammiferi dovrebbe essere in egual misura differente da quello di tutti gli uccelli. Poiché i pesci divergono dalla principale radice dell’evoluzione dei vertebrati prima sia degli uccelli che dei mammiferi, il citocromo c di questi ultimi dovrebbe essere ugualmente diverso da quello dei pesci. Similmente, il citocromo c di tutti i vertebrati dovrebbe ugualmente differire dalla proteina del lievito.” Per esempio, la differenza tra il citocromo c di una carpa, una rana, tartaruga. o pollo, coniglio e cavallo è stabilmente intorno al 13%-14%; allo stesso modo, la differenza tra il citocromo c di un batterio e del lievito, del frumento, della falena, del tonno, piccione e cavallo, varia tra il 64% e il 69%. Insieme al lavoro di Emile Zuckerkandl e Linus Pauling, l’evidenza dell’equidistanza genica ha portato direttamente alla formalizzazione dell’ipotesi dell’orologio molecolare all’inizio degli anni ’60 del secolo scorso.

## Legami con la teoria della neutralità
L'osservazione di un tasso di cambiamento molecolare simile ad un orologio fu all’inizio puramente fenomenologica. Più tardi, il lavoro di Mooto Kimura sviluppò la “teoria dell’evoluzione molecolare neutrale”, che prediceva l’esistenza di un orologio molecolare. Dati N individui, per mantenere semplice il calcolo, “aploidi” (e.g. che possiedono una sola copia di ogni gene), e dato che il tasso delle “mutazioni neutrali” (e.g. mutazioni che non hanno effetti sul fitness) in un nuovo individuo sia µ; la probabilità che una nuova mutazione sia “fissata” nella popolazione è quindi 1/N, poiché ogni copia del gene è equivalente. Ad ogni generazione, ogni individuo può presentare nuove mutazioni, quindi ci saranno µN nuove mutazioni neutrali nel complesso della popolazione. Ciò significa che, ad ogni generazione, µ nuove mutazioni neutrali andranno a fissazione. Se la maggior parte dei cambiamenti visti durante l’evoluzione molecolare sono neutrali, allora le “fissazioni” si accumuleranno nella popolazione ad un ritmo dell’orologio uguale a quello delle mutazioni neutrali in un singolo individuo.

## Calibrazione
Da sé, l’orologio molecolare può essere informativo del solo fatto che un dato periodo di tempo sia esteso il doppio di un altro: non può invece stabilire date effettive. Nella filogenesi virale e negli studi sul DNA antico – due aree della biologia evoluzionistica dove è possibile campionare sequenze su scala evolutiva – le date delle sequenze intermedie possono essere utilizzate per calibrare con maggior precisione l’orologio molecolare. In ogni caso, la maggior parte degli studi filogenetici richiede che l’orologio molecolare sia calibrato su dati indipendenti dalla data, come un record fossile. Esistono, in generale, due metodi di calibrazione dell’orologio usando dati fossili: la calibrazione del nodo e quella dell’estremità.

### Calibrazione del nodo
La calibrazione del nodo, riportata anche come datazione del nodo, è un metodo per la calibrazione filogenetica effettuato ponendo vincoli fossili ai nodi. Un nodo di calibrazione fossile è costituito dal più antico rappresentante noto di un dato clade, utilizzato per vincolare la sua età minima. A causa della natura frammentaria dei dati fossili, è probabile che il vero antenato comune più recente di un clade non si trovi mai. Per affrontare tale problema nelle analisi di calibrazione del nodo, deve essere stimata l’età massima del clade: ciò risulta difficoltoso, in quanto si fa affidamento su “prove negative”, come l’assenza di fossili più antichi in quel clade. Esistono un certo numero di strategie per derivare l’età massima del clade, utilizzando modelli “nascita – morte”, analisi di distribuzione stratigrafica fossile, o controlli tafonomici. Una volta stimate l’età minima e massima del clade, è stabilita la “probabilità a priori” del tempo di divergenza basata sull’età stimata nel dato nodo e utilizzata per calibrare l’orologio. Esistono diverse distribuzioni per la probabilità a priori (normale, log-normale, esponenziale, gamma, uniforme, etc) che possono essere utilizzate per esprimere la probabilità del reale momento di divergenza in relazione all’età del fossile. Il piazzamento nell’albero di nodi fossil-vincolati spiega quello dei nodi liberi, dando stime delle date di divergenza lungo la filogenesi. I primi metodi di calibrazione dell’orologio potevano fare affidamento su di un solo vincolo fossile (tasso non parametrico di parametrizzazione), mentre i moderni metodi d’analisi (BEAST e r8s) permettono l’uso di più fossili per calibrare l’orologio: simulazioni hanno permesso di osservare come, aumentando il numero di vincoli fossili nelle analisi BEAST, l’accuratezza nella stima del tempo di divergenza cresca.

### Calibrazione delle estremità[8]
La calibrazione delle estremità, anche nota come datazione delle estremità, è un metodo di calibrazione dell’orologio molecolare in cui i fossili sono trattati come taxa e posti sulle estremità dell’albero. Ciò è ottenuto costruendo una matrice contenente un dataset molecolare per i taxa viventi, unitamente ad un secondo dataset morfologico per i taxa (sia estinti che viventi). Diversamente dalla calibrazione del nodo, questo metodo ricostruisce la topologia dell’albero e piazza i fossili nello stesso momento; i modelli molecolari e morfologici lavorano di concerto in simultanea, permettendo che la morfologia dia informazioni sul posizionamento dei fossili. La calibrazione delle estremità, durante la regolazione dell’orologio, utilizza tutti i taxa fossili rilevanti, piuttosto che fare affidamento solo su quelli più antichi per ciascun clade; il metodo inoltre non si basa sull’interpretazione delle prove negative per inferire le età massime nei cladi.
Fonti di errore nella stima temporale della scala evolutiva, adoperando la calibrazione delle estremità, possono essere: 
- date scorrette durante la calibrazione;
- errori nei parametri dei modelli demografici, di sostituzione o di orologio molecolare.

## Tasso non costante dell'orologio molecolare
A volte solo una data di divergenza singola può essere stimata dai fossili, mentre tutte le altre date possono essere dedotte da quella. Per altri gruppi di specie sono disponibili abbondanti resti fossili, questo permette di testare l’ipotesi di orologio molecolare dei tassi di divergenza costanti. Le sequenze di DNA che sono soggette a bassi livelli di selezione negativa mostrano tassi di divergenza dello 0,7-0,8% per milione d’anni in batteri, mammiferi, invertebrati e piante. Nello stesso studio, le regioni del genoma che sono soggette a una selezione negativa (o purificante) molto alta (rRNA codificante) hanno tassi di divergenza considerevolmente più lenti (1% per 50 milioni di anni). Oltre a tale variazione nel tasso di divergenza a seconda della posizione nel genoma, dai primi anni ’90 del secolo scorso la variazione tra taxa si è dimostrata un terreno fertile per la ricerca, anche a livello comparativo su brevi periodi di tempo evolutivo. I Procellariiformes presentano orologi molecolari che corrono in media ad una velocità che è la metà rispetto a quella di molti altri uccelli, verosimilmente questo è dovuto a tempi di generazione lunghi, inoltre molte tartarughe hanno un orologio molecolare che corre circa ad un ottavo della velocità nei piccoli mammiferi, a volte anche più lentamente. Anche effetti dovuti a popolazioni di piccole dimensioni confondono facilmente le analisi di orologio molecolare. Ricercatori come Francisco Ayala hanno fondamentalmente messo in dubbio l’ipotesi dell’orologio molecolare. In accordo con lo studio di Ayala del 1999, cinque fattori combinati insieme limitano l’applicazione dei modelli di orologio molecolare: 
- tempi di generazione variabili (se il tasso di mutazione dipende almeno parzialmente dal numero di generazioni piuttosto che dal numero di anni);
- dimensione della popolazione (la deriva genetica è più forte nelle popolazioni piccole, rendendo imprevedibili i tassi di fissazione o perdita delle mutazioni);
- differenze specie-specifiche (dovute a differente metabolismo, ecologia, storia evolutiva, etc.);
- cambiamento nella funzione della proteina studiata (può essere evitato nelle specie strettamente imparentate utilizzando sequenze di DNA non codificante o enfatizzando le mutazioni silenti);
- cambiamenti nell’intensità della selezione naturale.

Gli utilizzatori dell’orologio molecolare hanno sviluppato delle soluzioni alternative usando un certo numero di approcci statistici che includono tecniche di Maximum Likelihood e più tardi la modellizzazione Bayesiana. In particolare, i modelli che tengono conto del tasso di variazione fra le linee filetiche sono stati proposti per ottenere stime migliori dei tempi di divergenza. Questi modelli vengono chiamati orologi molecolari rilassati perché rappresentano una posizione intermedia tra l’ipotesi “rigida” dell’orologio molecolare ed i modelli a molti tassi di Felsenstein ed è stato possibile usare tali modelli grazie alle tecniche MCMC che esplorano una varietà pesata di topologie di albero e simultaneamente stimano i parametri del modello di sostituzione scelto. Bisogna ricordare che le date di divergenza dedotte usando l’orologio molecolare sono basate su un’inferenza statistica e non su un’evidenza diretta. L’orologio molecolare corre in sfide particolari a scale temporali molto corte e molto lunghe. A scale temporali lunghe, il problema è la saturazione: se è passato un tempo sufficiente, molti siti sono andati incontro a più di una mutazione, ma è impossibile rilevare la sequenza di cambiamenti avvenuti nel genoma; questo significa che il numero osservato di cambiamenti non cresce più linearmente col passare del tempo ma invece si appiattisce. A scale temporali molto corte, molte differenze tra i campioni non rappresentano la fissazione di sequenze diverse in differenti popolazioni; al contrario, esse rappresentano alleli alternativi che erano entrambi presenti come una parte del polimorfismo nell’antenato comune. L’inclusione di differenze che non si sono ancora fissate conduce verso un’inflazione potenzialmente marcata del tasso apparente dell’orologio molecolare a scale temporali molto corte.

## Metodi
I metodi Bayesiani possono fornire stime più appropriate dei tempi di divergenza, specialmente quando si adoperano dataset ampi, come quelli forniti dalla filogenomica. Uno dei software adoperati in analisi di inferenza bayesiana e di orologio molecolare è BEAST - acronimo per “Bayesian Evolutionary Analysis Sampling Trees” – che si propone come un framework generale per la stima dei parametri e il test di ipotesi nei modelli evolutivi, partendo da dati di sequenze molecolari. L’algoritmo alla base di BEAST è la Catena di Markov Monte Carlo (MCMC) di Metropolis-Hastings, un algoritmo stocastico che restituisce stime, basate sul campione, per la distribuzione d’interesse scelta; la peculiarità del software è il suo forte indirizzamento su genealogie e filogenesi calibrate, ovvero, alberi radicati che incorporino una scala temporale. Ciò si ottiene modellando il tasso di evoluzione molecolare su ogni ramo dell’albero; il tasso può essere, nel caso più semplice, uniforme per tutto l’albero e già noto o stimato; ma con l’avanzamento della filogenesi molecolare e l’introduzione dei modelli d’orologio molecolare rilassato, che non prevedono un tasso costante tra le diverse linee, BEAST è stato proposto per primo come software che permettesse l’inferenza di alberi filogenetici effettivi adoperando tali modelli.
In BEAST, si possono porre su tutti i parametri delle condizioni informative a priori (e.g. si può ad esempio assegnare all’età della radice dell’albero una distribuzione esponenziale a priori con una media pre-specificata): 
- modello di sostituzione;
- modello del tasso tra i siti;
- modello del tasso tra i rami;
- relazioni interne all’albero;
- distribuzione dell’altezza dei nodi (temporale) e topologia.

Il programma riceve in input file XML che descrivano le sequenze da analizzare, i modelli, gli operatori e i vari parametri per l’output (file di testo che riassumono la distribuzione stimata a posteriori per i valori parametrici e gli alberi); esistono altri programmi per aiutare l’utente a preparare i file di input ed analizzare l’output:
- BEAUti: pacchetto software Java distribuito con BEAST che permette di generare i file XML di input attraverso un’interfaccia grafica per l’utente;
- Tracer: pacchetto software Java distribuito separatamente da BEAST che fornisce uno strumento grafico per le analisi di output MCMC (valido quindi anche per altri pacchetti software comuni come MrBayes).

## Utilizzo
La tecnica dell’orologio molecolare è uno strumento importante in filogenesi molecolare, usando le informazioni della genetica molecolare per determinare una corretta classificazione scientifica degli organismi o per studiare differenze nelle forze selettive. La conoscenza di tassi pressoché costanti di evoluzione molecolare in specifici gruppi di linee facilita nel riconoscere i tempi di eventi filogenetici, inclusi quelli non supportati da fossili, come la divergenza tra taxa viventi e nella costruzione dell’albero filogenetico. In questi casi (cioè dove le prove fossili siano scarse o assenti), l'errore nelle stime dei tempi evolutivi può aumentare anche oltre il 50%, specialmente considerando lunghi archi di tempo.